# Coupe de France masculine de handball 1984-1985
Navigation
Coupe de France 1977-1978 Coupe de France 1985-1986
La coupe de France masculine de handball 1984-1985 est la 4e édition de la compétition.
L'USAM Nîmes remporte son premier titre en disposant en finale de l'USM Gagny.

## Modalités
Pour la ré-instauration de la compétition, les modalités suivantes étaient prévues :
- tous les matchs en dehors de la finale se jouent en aller/retour ;
- 16 clubs de N1B participent au premier tour ;
- les 8 clubs de N1B qualifiés rejoignent au deuxième tour les 4 clubs de N1B exempts ;
- les 6 clubs de N1B qualifiés rejoignent en huitièmes de finale les 10 clubs de N1A ;
- les tours suivants se déroulent normalement.

## Résultats

### Premier tour
Le premier tour se déroule les 14 et 21 octobre 1984.

### Deuxième tour
Le résultats du deuxième tour, disputé les 18 et 25 novembre 1984, sont :
| Équipe 1              | Score   | Équipe 2                         | Aller   | Retour  |
| --------------------- | ------- | -------------------------------- | ------- | ------- |
| Lille UC (N1B)        | 47 – 39 | ESM Gonfreville (N1B)            | 23 – 23 | 24 – 16 |
| HBC Anzin (N1B)       | 36 – 41 | US Dunkerque (N1B)               | 15 – 20 | 21 – 21 |
| FJ Trèbes (N1B)       | 43 – 49 | HBC Villefranche-sur-Saône (N1B) | 26 – 17 | 17 – 32 |
| SE Beaune (N1B)       | 39 – 47 | Stade Toulousain (N1B)           | 21 – 23 | 18 – 24 |
| Villeurbanne HC (N1B) | 53 – 56 | RC Strasbourg (N1B)              | 29 – 24 | 24 – 32 |
| FC Mulhouse (N1B)     | 43 – 46 | ASPTT Metz (N1B)                 | 26 – 23 | 17 – 23 |

### Huitièmes de finale
Les résultats de huitièmes de finale sont :
| Équipe 1                         | Score   | Équipe 2                 | Aller   | Retour  |
| -------------------------------- | ------- | ------------------------ | ------- | ------- |
| RC Strasbourg (N1B)              | 43 – 45 | US Dunkerque (N1B)       | 21 – 23 | 22 – 22 |
| SMEC Metz                        | 36 – 38 | Stella Sports Saint-Maur | 18 – 18 | 18 – 20 |
| Stade Marseillais UC             | 52 – 41 | Stade Toulousain (N1B)   | 25 – 16 | 27 – 25 |
| CSL Dijon                        | 47 – 51 | USAM Nîmes               | 22 – 24 | 25 – 27 |
| HBC Villefranche-sur-Saône (N1B) | 48 – 48 | ASPTT Metz (N1B)         | 22 – 17 | 26 – 29 |
| Paris UC                         | 47 – 47 | USM Gagny                | 19 – 25 | 28 – 22 |
| US Ivry                          | 50 – 43 | AC Boulogne-Billancourt  | 20 – 16 | 30 – 27 |
| Lille UC (N1B)                   | 45 – 50 | ES St-Martin-d'Hères     | 21 – 19 | 24 – 31 |

### Quarts de finale
Les quarts de finale sont marqués par les victoires de l'USAM Nîmes, de l'ES St-Martin-d'Hères, de l'US Ivry et de l'USM Gagny :
| Équipe 1                 | Score   | Équipe 2                         | Aller   | Retour  |
| ------------------------ | ------- | -------------------------------- | ------- | ------- |
| Stade Marseillais UC     | 40 – 41 | USAM Nîmes                       | 23 – 22 | 17 – 19 |
| US Dunkerque (N1B)       | 40 – 41 | ES St-Martin-d'Hères             | 23 – 21 | 17 – 20 |
| Stella Sports Saint-Maur | 37 – 46 | US Ivry                          | 18 – 21 | 19 – 25 |
| USM Gagny                | 59 – 43 | HBC Villefranche-sur-Saône (N1B) | 31 – 20 | 28 – 23 |

### Demi-finales
Les demi-finales sont marquées par les victoires de l'USAM Nîmes et de l'USM Gagny :
| Équipe 1   | Score   | Équipe 2 | Aller   | Retour  |
| ---------- | ------- | -------- | ------- | ------- |
| USAM Nîmes | 52 – 43 | US Ivry  | 25 – 18 | 27 – 25 |

Match aller 25-18 (13-8).
- USAM Nîmes (25) : Portes (4), Rolland (1), Courbier (6), Volle (1), Teyssier (2), Grandjean (4), G. Derot (2), JL. Derot (5).
- US Ivry (18) : Labourdette (4), Mirabel (3), Persichetti (4), Heurthe (5), Dubois (1), Hager (1).

Match retour 25-27 (12-12).
- US Ivry (25) : Rignac (1), Labourdette (4), Martinez (3), Mirabel (1), Persichetti (4), Lepetit (4), Heurthe (1 pen.), Hager (7).
- USAM Nîmes (27) : Sanchez (1), Portes (5), Courbier (3), Volle (6), Teyssier (1), Grandjean (5), G. Derot (4), JL. Derot (2).

| Équipe 1  | Score   | Équipe 2             | Aller   | Retour  |
| --------- | ------- | -------------------- | ------- | ------- |
| USM Gagny | 47 – 36 | ES St-Martin-d'Hères | 25 – 15 | 22 – 21 |

Match aller 25-15 (13-9).
- USM Gagny (25) : Grillard (3), Serinet (6), Cailleaux (2, dont 1 pen.), Ouakil (1), Germain (4, dont 2 pen.), Garnier (2), Perreux (1), Piot (6).
- ES Saint-Martin d'Hères (15) : Casagrande (5), Chekhar (1), Rey- Giraud (2), Bernasson (2, dont 1 pen.), Cassabois (2), Cedronne (3).

Match retour 21-22 (11-13).
- ES Saint-Martin d'Hères (21) : Casagrande (3), Bernasson (1), Cedronne (1), Lebrun (5), Glenat (1), Roussel (3), Perli (7).
- USM Gagny (22) : Grillard (4), Serinet (4), Cailleaux (3), Germain (2), Garnier (4), Perreux (3), Piot (2).

### Finale
| Équipe 1   | Score   | Équipe 2  |
| ---------- | ------- | --------- |
| USAM Nîmes | 23 – 19 | USM Gagny |

La finale, disputée le 15 juin 1985 au Palais des sports de Limoges, a vu l'USAM Nîmes s'imposer face à l'USM Gagny sur le score de 23-19 (13-5 à la mi-temps).
Feuille de match
- USAM Nîmes (23) : Portes (3), Rolland (1), Courbier (5), Volle (6), Grandjean (1), G. Derot (4), J.L. Derot (3). Gardiens : Roudil et Avesque
- USM Gagny (19) : Serinet (5), Cailleaux (3), Nouet (1), Garnier (2), Grillard (4), Piot (4), Perreux (0). Gardien : Médard